# Côte des Légendes
La côte des Légendes est un littoral de France situé en Bretagne, dans le Finistère. Elle tient son nom des nombreux sites historiques à l'origine de légendes, contes et histoires bretonnes. 
La Côte des Légendes est un petit fragment du littoral breton situé dans le Finistère Nord, à environ 15 minutes en voiture de la ville de Brest. Elle s'étend sur près de 15 km entre les communes de Guissény et Goulven. Elle inclut également les plages de sable fin et territoires de Kerlouan, Brignogan-Plages et Plounéour-Trez.
Elle abrite trois zones classées Natura 2000 : 
- la baie de Goulven à Goulven [2],
- la tourbière de Langazel à Trémaouézan [3],
- le marais du Curnic à Guissény [4].

## Légendes
Cette côte était appelée autrefois le Lan-ar-Pagan, le « pays des païens », ou pays Pagan. On raconte, entre autres, que la baie de Guissény était un repaire de naufrageurs qui attiraient les navires par des lumières trompeuses.

## Galerie

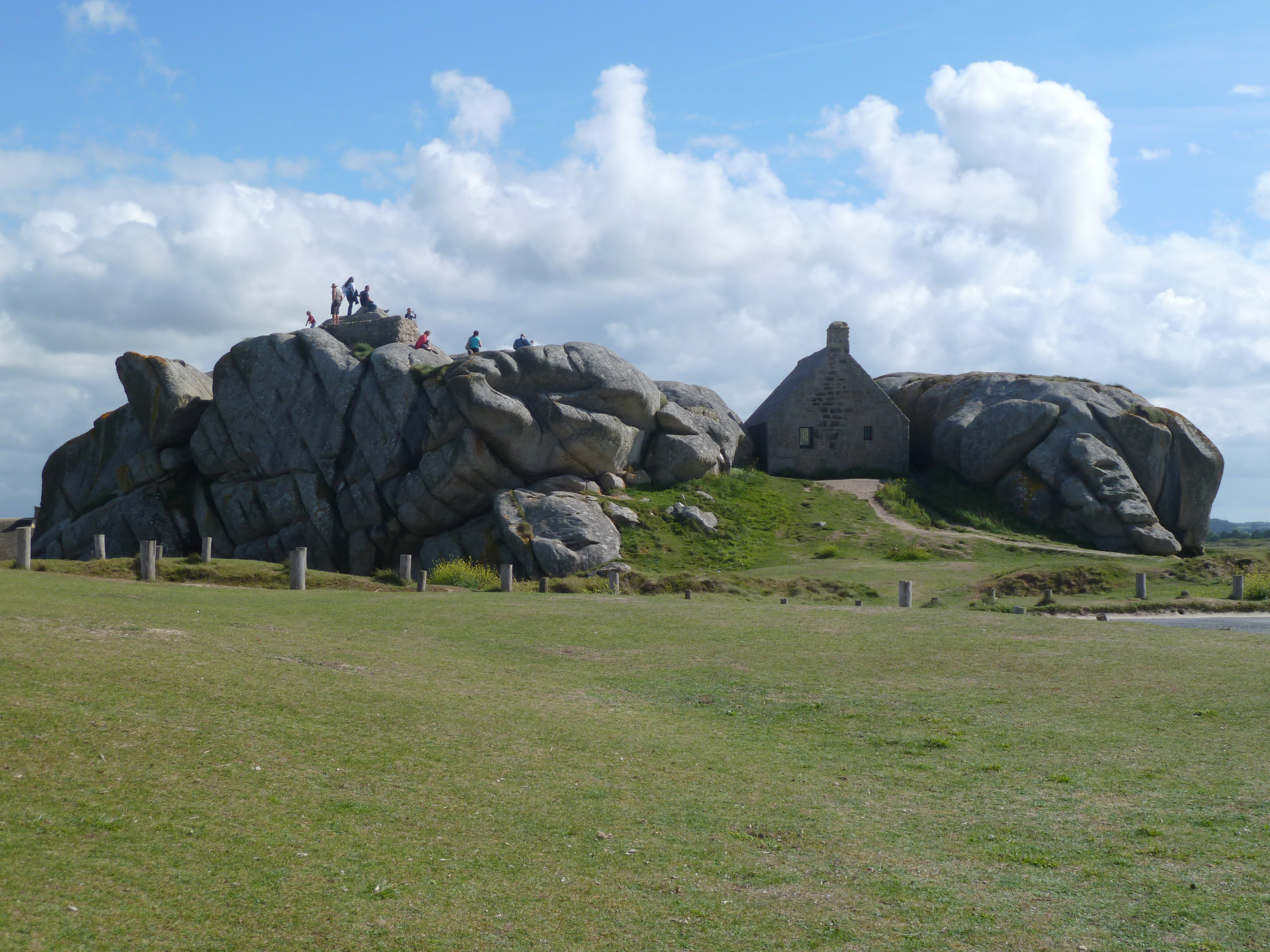
Rocher Meneham à Kerlouan
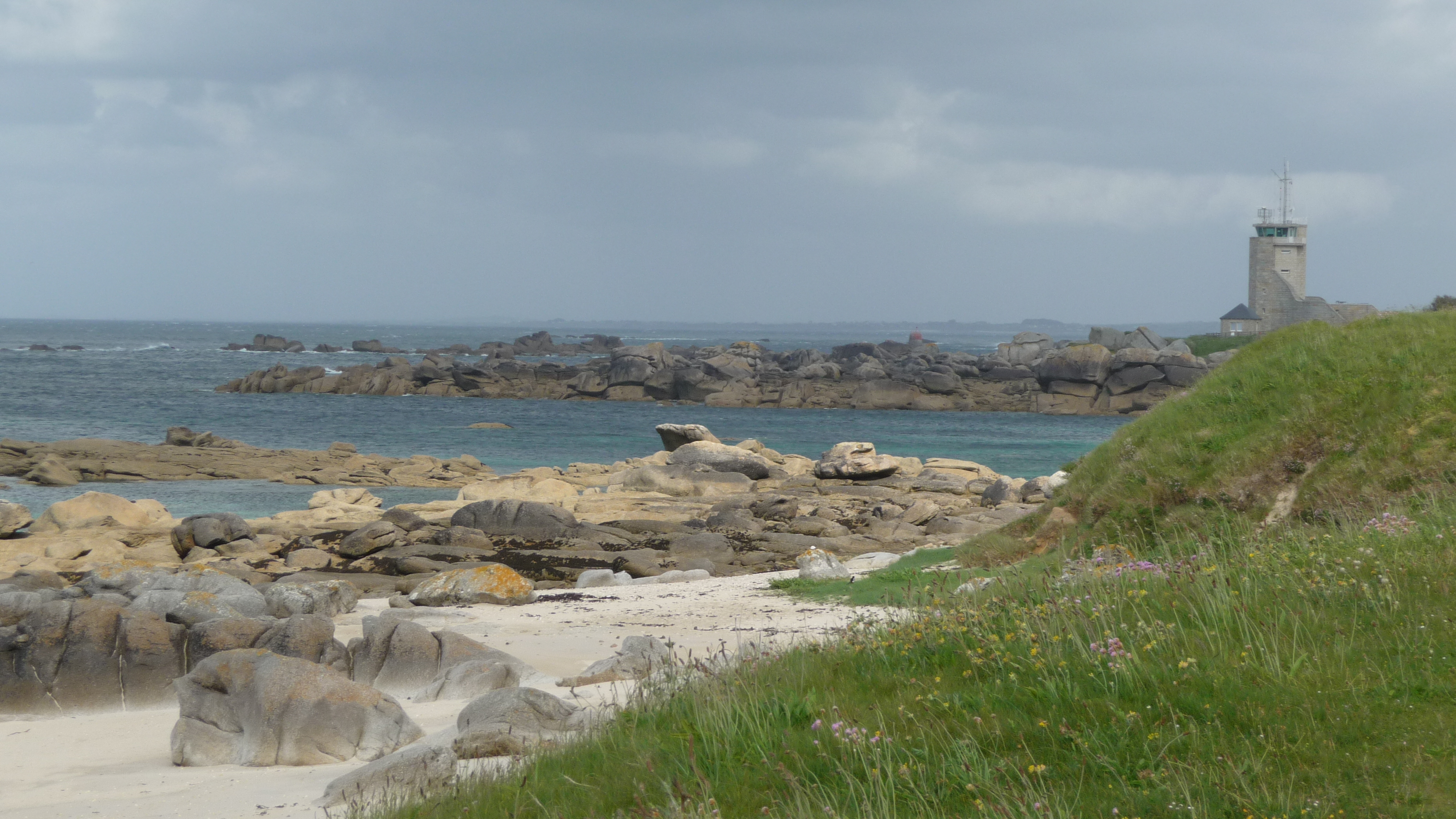
Sémaphore de Brigognan-plage
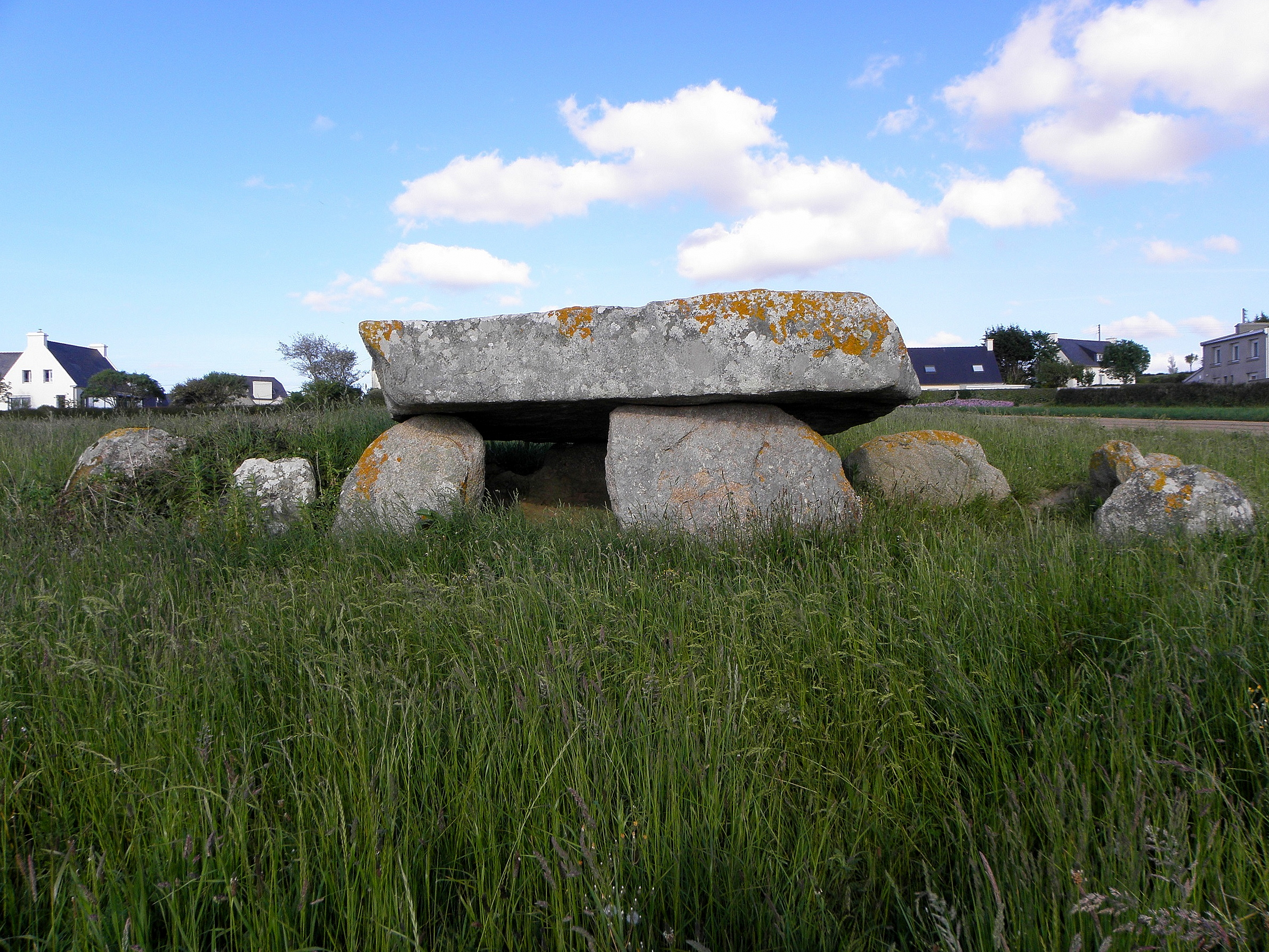
Dolmen à Plouénour-Trez
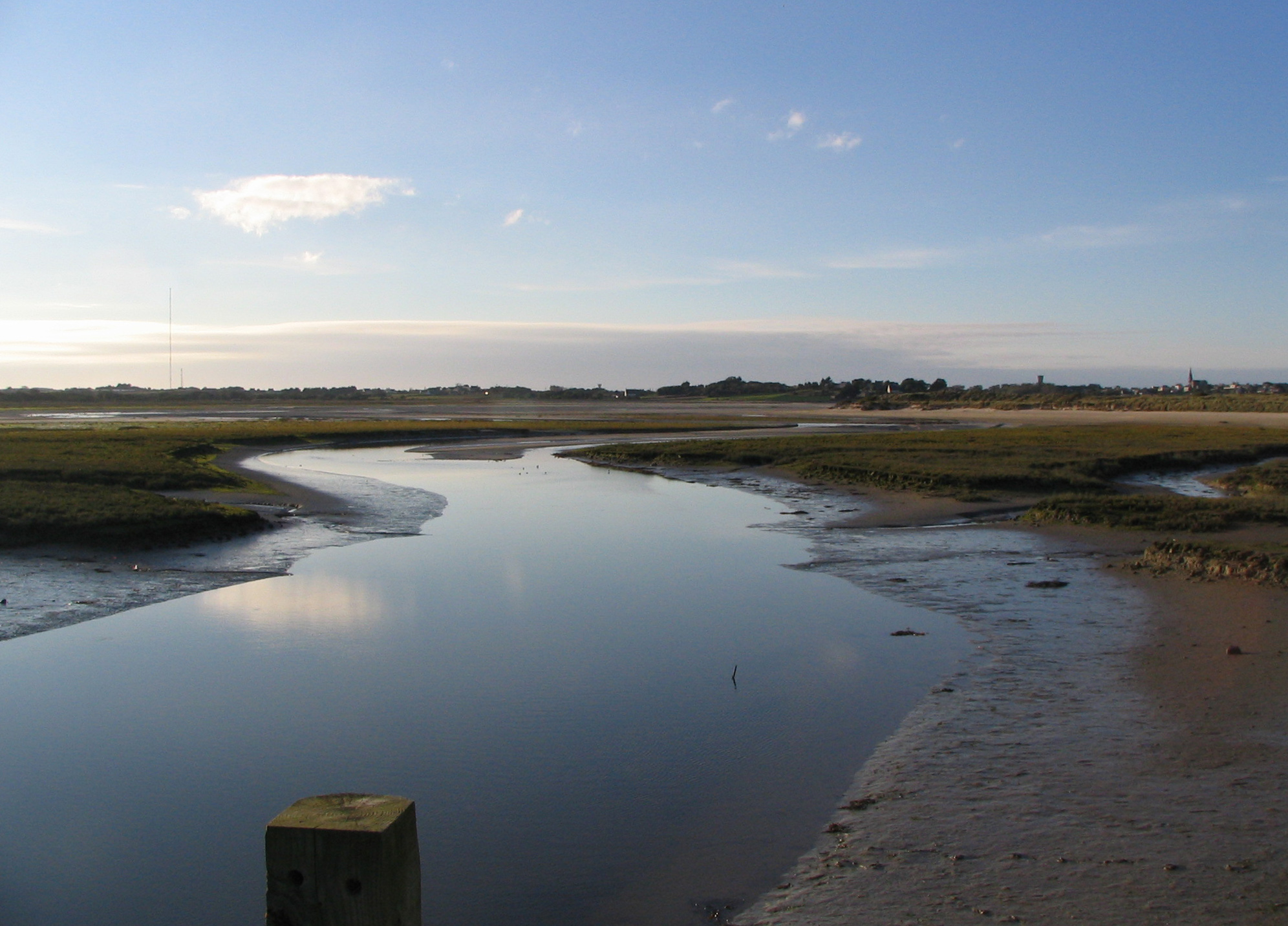
Baie de Goulven
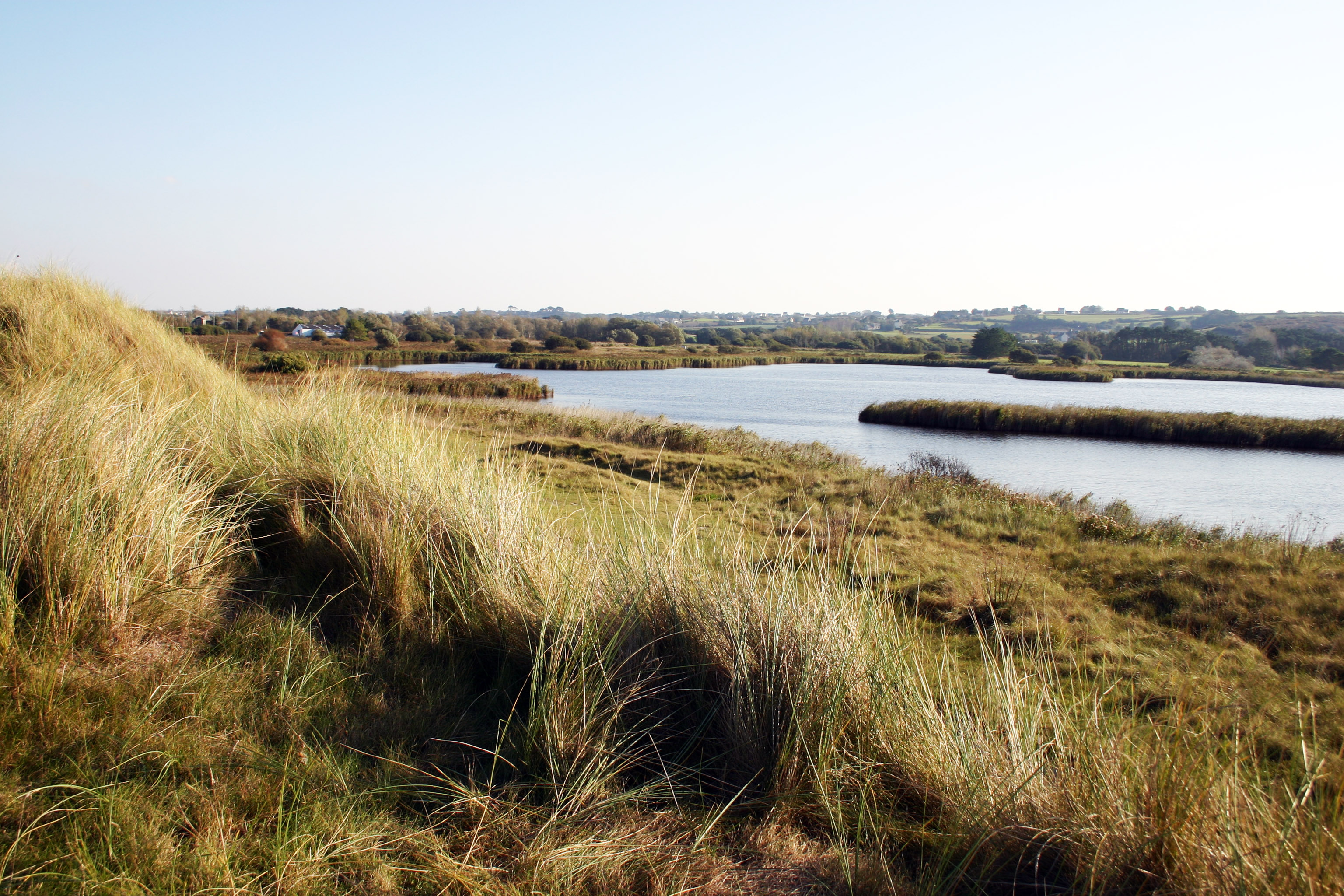
Marais de Curnic